# Henriette van Loenen-de Bordes
Henriette Catharina van Loenen-de Bordes (Hoorn, 26 juli 1853 - mogelijk Montreux, 20 januari 1934) was de derde vrouwelijke tandarts in Nederland en feministe. Haar vader Adrianus Hendrik Jacob de Bordes was stadsgeneesheer en lector aan de Geneeskundige School te Hoorn, moeder was Jacoba Wilhelmina Steeling. In 1878 trouwde ze met de pianist Leonard van Loenen, die in Amsterdam een muziekschool aan huis had. Ze krijgt twee dochters, respectievelijk in 1879 en 1880.

## Tandarts
In 1886 legt van Loenen-de Bordes het zogenaamd literair mathematisch examen af, wat betekent dat ze vervolgens zonder verdere vooropleiding een opleiding tot apotheker of tandarts kan volgen. In 1888 scheidt ze van tafel en bed van haar echtgenoot, en het jaar daarop behaalt ze haar tandartsexamen. Na haar examen vertrekt ze voor een half jaar met haar dochters naar Londen, vermoedelijk om daar ervaring bij een tandheelkundig hospitaal op te doen. In november 1889 is ze terug in Nederland en wordt ze tandmeesteres in Amsterdam. In 1894 opent van Loenen een tandheelkundig hospitaal aan huis, waar ze ook opleidingen tot tandarts verzorgde. In 1895 wordt ze lid van de Nederlandsche Tandmeesters-Vereeniging, omdat deze in tegenstelling tot het oudere Nederlandsch Tandheelkundig Genootschap vrouwen niet uitsloot.

## Vrouwenbeweging
Van Loenen-de Bordes was actief binnen diverse takken van de vrouwenvereniging. Ze was lid van het Leesmuseum voor Vrouwen in Amsterdam en ondertekende in 1885 'Adres van de Nederlandsche vrouwen in zake de blanke-slavinnenhandel' van de Nederlandsche Vrouwenbond ter Verhooging van het Zedelijk Bewustzijn. Ze werd ook lid van de Vereeniging voor Vrouwenkiesrecht en werd daar in 1901 lid van het afdelingsbestuur en in 1903 van het hoofdbestuur. Ook was ze in verkiezingstijd straatpropagandiste, zat ze in diverse comités van de Vereeniging en is ze meerdere malen bij congressen van  de Wereldbond voor Vrouwenkiesrecht aanwezig geweest. Bij het congres in Amsterdam in 1908 stelde ze voor dat de Wereldbond een eigen vaandel zou moeten krijgen, wat in 1911 gebeurde. 

### Kleding
Daarnaast was van ze lid van de Vereeniging voor Verbetering van Vrouwenkleeding. Naast de algemene door de vereniging gepropageerde hervormingen was ze een groot voorstander van een broek voor vrouwen, zodat ze zich makkelijker konden bewegen. Een argument dat ze hierbij gebruikte was dat benen twee losse lichaamsdelen waren en men armen ook niet in één mouw stak.

### Sport
Van Loenen-de Bordes hield zich ook bezig met sport voor vrouwen: in 1890 leerde ze met haar twee dochters fietsen en in 1894 was ze samen met o.a. Betsy Kerlen en Anna Hesterman deel van het oprichtingsbestuur van de gemengde wielerclub Allegro Modato in Amsterdam.

## Vertrek uit Nederland
In 1909 was ze lid van het hoofdbestuur van de Onderlinge Vrouwenbescherming, maar in dat jaar legt ze al haar bestuurstaken neer en geeft ze haar praktijk over aan haar medewerkster Marie van Doorn. Ze vertrekt naar Londen en is daar bij het vijfde Internationale Congres van Vrouwen. In 1910 vertrekt ze naar Budapest om kiesrechtstrijders te helpen met straatpropaganda. Daarna opent ze in Eisenach een theehuis, waar ze het tijdschrift van de Wereldbond voor Vrouwenkiesrecht verkoopt. Waarschijnlijk vertrekt ze in 1918 weer, waarheen is onbekend. Ze overlijdt in 1934, waarschijnlijk op 20 januari in Montreux. Op 21 april 1934 bereikte het notarieel archief de binnenkomst van een codicil van Van Loenen-de Bordes vanuit Monterux; haar man en twee dochters zijn dan al lang overleden.

## Nalatenschap
Van Loenen-de Bordes heeft een aantal publicaties op haar naam staan, zoals Ons sekse ideaal uit 1906. Haar dochters kwamen ook voorbij bij de vrouwenbeweging:  de oudste, Louise, was tekenares en ontwierp het adres tegen het Koninklijk Besluit Huwende Ambtenaressen in 1904 en Mary (muziekonderwijzer) speelde in datzelfde jaar viool bij het vijftienjarig jubileum van de Vrije Vrouwen Vereeniging.